# Ларс Онсагер
Ларс Онсагер (27. новембар 1903 − 5. октобар 1976) је био амерички физички хемичар и теоријски физичар рођен у Норвешкој. Држао је Гибсову професуру теоријске хемије на Универзитету Јејл. Добио је Нобелову награду за хемију 1968.

## Образовање и младост
Ларс Онсагер је рођен у Кристијанији (сада Осло), у Норвешкој. Његов отац је био адвокат. Након завршене средње школе у Ослу, похађао је Норвешки технолошки институт (НТХ) у Трондхајму, где је дипломирао као хемијски инжењер 1925.

## Каријера и истраживање
Године 1925. дошао је до корекције Деби-Хикелове теорије електролитских раствора, да би се прецизирало Брауновско кретање јона у раствору, а током 1926. је то објавио. Отпутовао је у Цирих, где је предавао Петер Деби, и суочио се са њим, рекавши му да је његова теорија погрешна. Толико је импресионирао Дебија да је позван да постане његов асистент на Техничком универзитету (ЕТХ), где је остао до 1928. 

### Универзитет Џонс Хопкинс
1928. је отишао у Сједињене Државе да би преузео професорско место на Универзитету Џонс Хопкинс (JHU) у Балтимору, Мериленд. На JHU је морао да држи часове хемије бруцошима и брзо је постало очигледно да, иако је био геније у развоју теорија физичке хемије, није имао талента за подучавање. JHU га је отпустио након једног семестра.

### Универзитет Браун
Напуштајући JHU, прихватио је позицију (која је укључивала предавање статистичке механике дипломираним студентима хемије) на Универзитету Браун у Провиденсу, Род Ајленд, где је постало јасно да није ништа бољи у подучавању напредних студената од бруцоша, али је направио значајан прилози статистичкој механици и термодинамици. Једини дипломирани студент који је заиста могао да разуме његова предавања о електролитским системима, Рејмонд Фуос је радио са њим и на крају му се придружио на хемијском факултету Јејл. Године 1933, када је Велика криза ограничила могућност универзитета да издржава члана факултета који је био користан само као истраживач, а не као наставник, Браун га је отпустио, а након путовања у Европу запослио га је Универзитет Јејл, где је остао већину времена до краја живота; пензионисан је 1972.
Његово истраживање на Брауну се углавном бавило ефектима на дифузију температурних градијената и произвело је Онсагерове реципрочне релације, скуп једначина објављених 1929. и, у проширеном облику, 1931. године, у статистичкој механици чија је важност годинама била непрепозната. Међутим, њихова вредност је постала очигледна током деценија након Другог светског рата, а до 1968. сматране су довољно важним да Онсагер за њих добије Нобелову награду за хемију те године. Године 1933, непосредно пре него што је преузео позицију на Јејлу, Онсагер је отпутовао у Аустрију да посети електрохемичара Ханса Фалкенхагена. Упознао је Фалкенхагенову снају, Маргрет Арлетер. Венчали су се 7. септембра 1933. године и добили три сина и ћерку.

### Универзитет Јејл
На Јејлу се десила непријатна ситуација: био је ангажован као постдокторант, али је откривено да никада није добио доктор. Иако је поднео нацрт свог рада о реципрочним релацијама Норвешком институту за технологију, они су одлучили да је непотпун да би се квалификовао као докторска дисертација. Речено му је да може предати један од својих објављених радова факултету Јејл као дисертацију, али је уместо тога инсистирао да уради нови истраживачки пројекат. Његова дисертација је поставила математичку основу за његово тумачење одступања од Омовог закона у слабим електролитима. Бавила се решењима Матјеове једначине периода 4 пи и одређеним сродним функцијама и била је ван разумевања хемијског и физичког факултета. Тек када су поједини чланови математичког одсека, укључујући и председника, инсистирали да је рад довољно добар да би му они доделили докторат ако не одељење за хемију, добио је докторат на хемији 1935. И пре него што је дисертација завршена, постављен је за доцента 1934. године, а у звање ванредног је унапређен 1940. године. На Јејлу је брзо показао исте особине које је имао на JHU и Брауну: направио је бриљантна теоријска истраживања, али није био у стању да одржи предавање на нивоу који би студент (чак и дипломирани студент) могао да разуме. Такође није био у могућности да руководи истраживањем дипломираних студената, осим повременог неког изузетног.
Током касних 1930-их, Онсагер је истраживао диполну теорију диелектрика, правећи побољшања за другу тему коју је проучавао Петер Деби. Међутим, када је послао свој рад у часопис који је Деби уређивао 1936. године, он је одбијен. Деби није прихватио Онсагерове идеје све до после Другог светског рата. Током 1940-их, Онсагер је проучавао статистичко-механичку теорију фазних прелаза у чврстим телима, изводећи математички елегантну теорију која је са одушевљењем прихваћена. У ономе што се широко сматра обиласком математичке физике, добио је тачно решење за дводимензионални Изингов модел у нултом пољу 1944. године.
1960. године добио је почасно звање доктора на Норвешком институту за технологију, касније део Норвешког универзитета за науку и технологију.
Године 1945. Онсагер је натурализован као амерички држављанин, а исте године је добио титулу J. Willard Gibbs професора теоријске хемије. Ово је било посебно прикладно јер је Онсагер, попут Виларда Гибса, био првенствено укључен у примену математике на проблеме у физици и хемији и, у извесном смислу, могао би се сматрати да је наставио у истим областима у којима је Гибс био пионир. Године 1947. изабран је у Националну академију наука, а 1950. ступио је у редове Alpha Chi Sigma.
После Другог светског рата, Онсагер је истраживао нове теме од интереса. Он је 1949. предложио теоријско објашњење суперфлуидних својстава течног хелијума; две године касније физичар Ричард Фајнман је независно предложио исту теорију. Такође је радио на теоријама течних кристала и електричних својстава леда. Док је био на Фулбрајтовом програму на Универзитету у Кембриџу, радио је на магнетним особинама метала. Развио је важне идеје о квантизацији магнетног флукса у металима. Добитник је Лоренцове медаље 1958. године, Вилард Гибсове награде 1962. и Нобелове награде за хемију 1968. године. Изабран је за страног члана Краљевског друштва 1975. године. 

### После Јејла
1972. Онсагер се повукао са Јејла и постао емеритус. Потом је постао члан Центра за теоријске студије Универзитета у Мајамију и именован је за угледног универзитетског професора физике. На Универзитету у Мајамију остао је активан у вођењу и инспирисању постдокторских студената јер су се његове вештине подучавања, иако не и вештине предавања, побољшале током његове каријере. Развио је интересовања за физику полупроводника, биофизику и хемију зрачења. Међутим, његова смрт је дошла пре него што је могао да произведе било какав напредак упоредив са онима из његових ранијих година.

## Лични живот
Остао је на Флориди до своје смрти од анеуризме у Корал Гејблсу на Флориди 1976. године. Онсагер је сахрањен поред Џона Гембла Кирквуда на гробљу у Њу Хејвену. Док Кирквудов надгробни споменик има дугу листу награда и позиција, укључујући награду Америчког хемијског друштва за чисту хемију, Ричардсову медаљу и Луисову награду, Онсагеров надгробни споменик, у свом оригиналном облику, једноставно каже „Нобеловац“. Када је Онсагерова супруга Гретел умрла 1991. и тамо је сахрањена, његова деца су додала звездицу после „Нобеловац” и „*итд”. у доњем десном углу камена.

### Наслеђе
Норвешки институт за технологију основао је Ларс Онсагер предавање и Ларс Онсагер професуру 1993. године да би наградио истакнуте научнике у научним областима Ларса Онсагера; хемија, физика и математика.  Америчко физичко друштво је установило награду Ларс Онсагер за статистичку физику 1993. Његови синови и ћерка су 1997. године поклонили његове научне радове и стручне предмете Норвешком универзитету у Трондхајму, Норвешка, као његовом алма матер. Они су сада организовани као Архив Ларс Онсагер у библиотеци Гунерус у Трондхајму.